# Jeu vidéo amateur
Ne doit pas être confondu avec jeu vidéo indépendant.

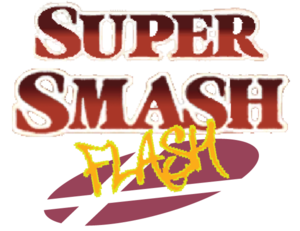
Logo du jeu amateur Super Smash Flash basé sur Super Smash Bros..

Un jeu vidéo amateur (ou jeu amateur) est un jeu vidéo développé par un ou plusieurs particuliers en dehors du cadre d'une entreprise ou d'une organisation commerciale. 

## Terminologie
Le jeu vidéo amateur se distingue des mods, qui sont des ajouts ou des modifications de jeux préexistants. Quand le jeu est basé sur une licence préexistante et est développé de manière non officielle, il s'agit aussi de fangame. Au Japon, la production de jeux amateurs est particulièrement abondante, et la frontière entre productions commerciales et amateurs est floue ; les jeux amateurs japonais sont souvent distingués sous le vocable de jeu vidéo dōjin,.

## Développement et audience
Sur ordinateur personnel, il existe de nombreux logiciels spécialisés, destinés aux amateurs, facilitant la création de jeux vidéo pour ordinateurs personnels,. Certains se limitent à un type de jeux vidéo particulier (ex : RPG Maker ou Fighter Maker), tandis que d'autres sont des environnements de programmation complets adaptés aux jeux vidéo en général.
Sur consoles, les développeurs amateurs utilisent souvent des outils qu'ils conçoivent eux-mêmes, car les outils de développement commerciaux sont réservés par les fabricants aux professionnels sous contrat — à de rares exceptions près comme la Net Yaroze (kit pour PlayStation) ou le WonderWitch (kit pour WonderSwan).

## Associations d'aide
Depuis les années 2000, les créateurs de jeux vidéo amateurs sont de moins en moins seuls face à la recherche d'aide. Des associations comme GCN, Relite, Futurn, Dev-fr, Jiraf ou encore AJVA [réf. souhaitée] ont été créées autour de ces créateurs pour les aider aussi bien techniquement que juridiquement.